# Dama bebiendo con un caballero
Dama bebiendo con un caballero (en neerlandés Drinkende dame met een heer) es un cuadro del pintor de los Países Bajos Johannes Vermeer van Delft realizado en torno a 1660.

## Descripción
En la obra se representa a una pareja anónima, como es habitual en la pintura holandesa de interiores del siglo XVII. Se describe a un hombre que sirve un vaso de vino a una joven. Este es un motivo recurrente en las obras del pintor (por ejemplo La alcahueta o Dama con dos caballeros), tal vez para mermar su resistencia a la intención del caballero. Una cítara y las partituras sobre la mesa parecen mostrar que se hace un descanso durante un divertimento musical. La escena está representada sobre un suelo embaldosado pintado frecuentemente en las obras de otros artistas como Pieter de Hooch.
Cierta oscuridad se percibe en la habitación, por la cortina corrida sobre la ventana arriba a la izquierda. Este detalle tal vez alude al proverbio bíblico: El camino de los impíos es tenebroso. Otra ventana medio abierta está ilustrada con un cuadrilóbulo de contenido moral: un emblema que representa a La Templanza, virtud cardinal que simbolizaba la represión de los sentimientos, en el eje de visión de la mujer, como previniéndola de su acción. 
En definitiva, toda la escena es una lección moralizante, típica de muchas obras de Vermeer.
El museo posee también La muchacha del collar de perlas del mismo autor.